# Monsieur Fourcade
Pour les articles homonymes, voir Fourcade.
 (septembre 2014).
Si vous disposez d'ouvrages ou d'articles de référence ou si vous connaissez des sites web de qualité traitant du thème abordé ici, merci de compléter l'article en donnant les références utiles à sa vérifiabilité et en les liant à la section « Notes et références ».
Monsieur Fourcade est un tableau peint en 1889 par Henri de Toulouse-Lautrec. Il est conservé au musée d'Art de São Paulo.